# Gonzague Vandooren
Gonzague Vandooren est un footballeur belge né le 19 août 1979 à Mouscron. Il évolue au poste d'arrière gauche pour le compte du Lierse SK. Après avoir évolué quelques années au Royal Dottignies Sport, petit club de village en Belgique, Gonzague prend la route du Royal Excelsior Mouscron où il s'imposera rapidement en équipe première où il disputera 71 matchs en 3 saisons pour 12 buts. Lors du mercato estival de la saison 2000-2001, il signe pour le Lierse SK où il ne s'imposera pas vraiment. Cependant, il se ressaisi en signant pour le Standard de Liège où il disputera plus de 100 matchs en 4 saisons. Après 4 ans à Liège, Vandooren se rend au KRC Genk où il est relégué dans le noyau b lors de la saison 2007-2008, Gonzague paraphe donc un nouveau contrat avec le club de son cœur, le Royal Excelsior Mouscron en janvier 2008. La saison suivante, 2008-2009, il est désigné capitaine de l'équipe. Le 16 aout 2008, soit trois jours avant son anniversaire, Gonzague Vandooren inscrit son premier but sous le maillot mouscronnois depuis 9 ans face à l'AFC Tubize. En janvier 2010 il rejoint à nouveau le club de division 2 du Lierse, où il sera champion d'EXQI League[Quand ?].